# Дженнингс, Уэйлон
Уэ́йлон Дже́ннингс (Waylon Jennings, полное имя Waylon Arnold Jennings, 15 июня 1937 — 13 февраля 2002) — американский певец, автор песен, музыкант и актёр. Один из самых популярных исполнителей музыки кантри XX века. Дженнингс начал играть на гитаре в возрасте восьми лет, а в двенадцать уже выступал на местном радио. В начале карьеры Уэйлон также работал диджеем на нескольких локальных радиостанциях. В 1958 году Бадди Холли помог Дженнингсу сделать первые записи, после чего взял его с собой в тур в качестве бас-гитариста. 3 февраля 1959 года, возвращаясь с очередного концерта в Айове, Дженнингс уступил своё место в самолёте простуженному Джайлсу Ричардсону, тем самым избежав смерти. Крушение этого рейса привело к гибели всех находившихся на борту и вошло в историю как «день, когда умерла музыка». После этого Дженнингс работал на радио в Аризоне, сформировал группу The Waylors и записывался на независимых лейблах Trend Record и А&М Records, позже перейдя на RCA Victor.
В течение 1970-х Дженнингс участвует в создании нового направления в кантри-музыке: outlaw country. Он выпускает тепло принятые публикой и критиками альбомы Lonesome, On’ry and Mean и Honky Tonk Heroes, за которыми последовали не менее успешные Dreaming My Dreams и Are You Ready for the Country. В 1976 году он выпустил Wanted! The Outlaws с Вилли Нельсоном, Томпаллом Глейзером и Джесси Колтер, который стал первым платиновым альбомом в кантри-музыке. В начале 1980-х Дженнингс боролся с кокаиновой зависимостью, от которой смог окончательно избавиться в 1984 году. Одновременно с работой над сольными альбомами, Уэйлон вместе с Вилли Нельсоном, Крисом Кристофферсоном, и Джонни Кэшем вступил в кантри-супергруппу The Highwaymen, существовавшую с 1985 по 1995 год. С 1997 года Уэйлон сократил гастрольный график, чтобы проводить больше времени с семьёй. С 1999 по 2001 год из-за проблем со здоровьем он всё реже появляется на публике. 13 февраля 2002 года Уэйлон Дженнингс умер от осложнений сахарного диабета.

## Ранние годы
Уэйлон Арнольд Дженнингс родился 15 июня 1937 года на ферме недалеко от Литтлфилда, Техас. Его родителями были Лорен Беатрис (урождённая Шипли) и Уильям Альберт Дженнингс. Среди предков Дженнингса были ирландцы по отцовской линии, а также индейцы Чероки и Команчи по материнской (семья Шипли ранее переехала в Техас из Теннесси).
В свидетельстве о рождении имя будущего музыканта было записано как Уэйлэнд (Wayland), подразумевая «землю вдоль дороги». Об этом случайно узнал некий баптистский священник, который трактовал имя по-своему. Он посетил родителей Дженнингса, чтобы поздравить и поблагодарить их за то, что они называли сына в честь баптистского университета Уэйлэнд в Плейнвью, Техас. Родители Дженнингса сразу же изменили имя сына на «Уэйлон», чтобы избежать каких-либо религиозных аналогий. Позже Дженнингс писал в своей автобиографии: «Я не любил своё имя. Оно звучит по-деревенски безвкусно, но оно помогло мне в жизни и я вполне смирился с ним».
Отец Дженнингса первое время после рождения сына оставался разнорабочим на ферме, но через несколько лет перевёз семью в Литтлфилд и устроился на молочный завод. Когда Уэйлону было восемь лет, мать показала ему на гитаре мелодию песни Thirty Pieces of Silver. Дженнингс учился играть на инструментах родственников и друзей, пока мать не купила ему подержанную Stella. Через некоторое время им удалось приобрести гитару Harmony Patrician. Первыми любимыми исполнителями Уэйлона стали Уиллс, Боб, Флойд Тиллман, Эрнест Табб, Хэнк Уильямс, Карл Смит и Элвис Пресли.
Сначала играя только в кругу семьи, Уэйлон постепенно начал выступать в местном молодёжном центре, а также участвовать в музыкальных конкурсах. Позже он станет регулярно появляться на локальном шоу талантов в театре Литтлфилда. Уэйлону удалось выиграть подобный конкурс на телевидении, исполнив кавер-версию Hey Joe Карла Смита.

## Музыкальная карьера

### Начало карьеры
В 12 лет Дженнингс прошёл прослушивание на радио KVOW в Литтлфилде, Техас. Владельцу станции Джей-Би Макшену и его сотруднику Эмилю Махе понравился стиль выступления, и они предложили Уэйлону вести еженедельную 30-минутную программу. Такое признание подтолкнуло Дженнингса собрать свою первую группу, The Texas Longhorns. Он попросил Маху играть на бас-гитаре, а на остальные инструменты позвал друзей и знакомых. Стиль группы представлял собой сочетание кантри и блюграсса, однако результат не всегда доносил первоначальный замысел исполнителей.
В 16 лет, после нескольких дисциплинарных нарушений, десятиклассник Дженнингс был представлен к отчислению из школы. После этого он помогал отцу в магазине и брал всевозможную временную работу. Несмотря на это, Уэйлон не оставил музыку и в следующем году сделал с The Texas Longhorns две демозаписи для радио KFYO в Лаббоке: Stranger in My Home и There’ll Be a New Day. В этот же период Дженнингс работал водителем грузовика в Thomas Land Lumber Company и бетономешалки в Roberts Lumber Company. Устав от характера начальника, Уэйлон бросил эту работу после мелкого дорожного инцидента.

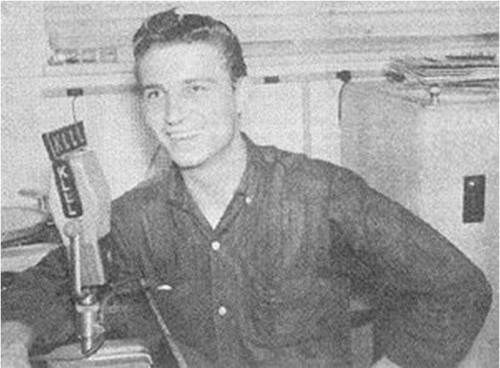
Дженнингс в студии радио KLLL, 1958

Все это время он вместе с другими местными музыкантами часто выступал на радио KDAV. После одного из таких выступлений, Уэйлон встретил в ресторане Лаббока Бадди Холли. Они подружились и стали часто видеться на локальных шоу. Дженнингс также присоединился к воскресным радиопередачам Холли.
В 1956 году Дженнингс переехал в Лаббок и в дополнение к живым выступлениям на KVOW начал работать там диджеем. Его программа шла шесть часов, с 16:00 до 22:00. За это время Уэйлон ставил два часа классического кантри, два часа новых релизов и два часа музыки по своему выбору. В течение всей заключительной части, Дженнингс давал в эфир, в частности, Чака Берри и Литл Ричарда. Однако владелец станции делал ему выговор каждый раз, слыша этих исполнителей: они не укладывались в формат радиостанции. Когда Уэйлон поставил две композиции Литтл Ричарда подряд, начальник уволил его.
Пока Уэйлон работал на KVOW, его посетил известный в то время диджей Скай Корбин с радио KLVT в Левелленде. Корбин был впечатлен голосом Дженнингса и решил встретиться с ним лично, услышав, как тот поет I’m Movin On Хэнка Сноу. Дженнингс заодно поделился своими финансовыми проблемами и тем, что живёт на 50 Долларов в неделю. В ответ Корбин позвал Уэйлона выступать к себе на станцию, где тот, в конце концов, занял место самого Корбина, перешедшего на KLLL. Вскоре, вслед за ним, туда перешёл и Дженнингс.
Помимо ведения программ, Дженнингс записывал рекламу вместе с другими диджеямя. По мере роста популярности, они стали чаще появляться на публике с живыми выступлениями. Во время одного из таких концертов к ним пришёл отец Бадди Холли, Лоуренс Оделл Холли, принеся последние записи своего сына и попросив проиграть их в эфире. Параллельно, он сообщил о желании Бадди собрать группу, на что Корбин посоветовал обратить внимание на Уэйлона. После возвращения из тура по Англии, Бадди Холли пришёл на KLLL.
Холли взял Дженнингса в группу. Он обеспечил его концертной одеждой и поработал над новым имиджем. Бадди устроил Дженнингсу сессию звукозаписи в студии Нормана Петти в Кловисе, Нью-Мексико. 10 сентября Дженнингс записал композиции Jole Blon и When Sin Stops (Love Begins) с Холли и Томми Оллсапом на гитарах и с саксофонистом Кингом Кертисом. После этих записей Бадди пригласил Дженнингса присоединиться к его предстоящему туру Winter Dance Party Tour в качестве бас-гитариста.

### Winter Dance Tour
Перед началом тура Бадди Холли с женой находился в Лаббоке, и в декабре 1958 года выступил у Дженнингса на радио. При исполнении You’re the One, Дженнингс и Скай Корбин взяли на себя перкуссионную партию. 15 января Уэйлон и Бадди уехали в Нью-Йорк и провели последние приготовления и переговоры с организаторами, проживая в квартире Холли в Вашингтон-Сквер-парк. Они встретились с остальными музыкантами в Чикаго, прибыв туда на поезде.

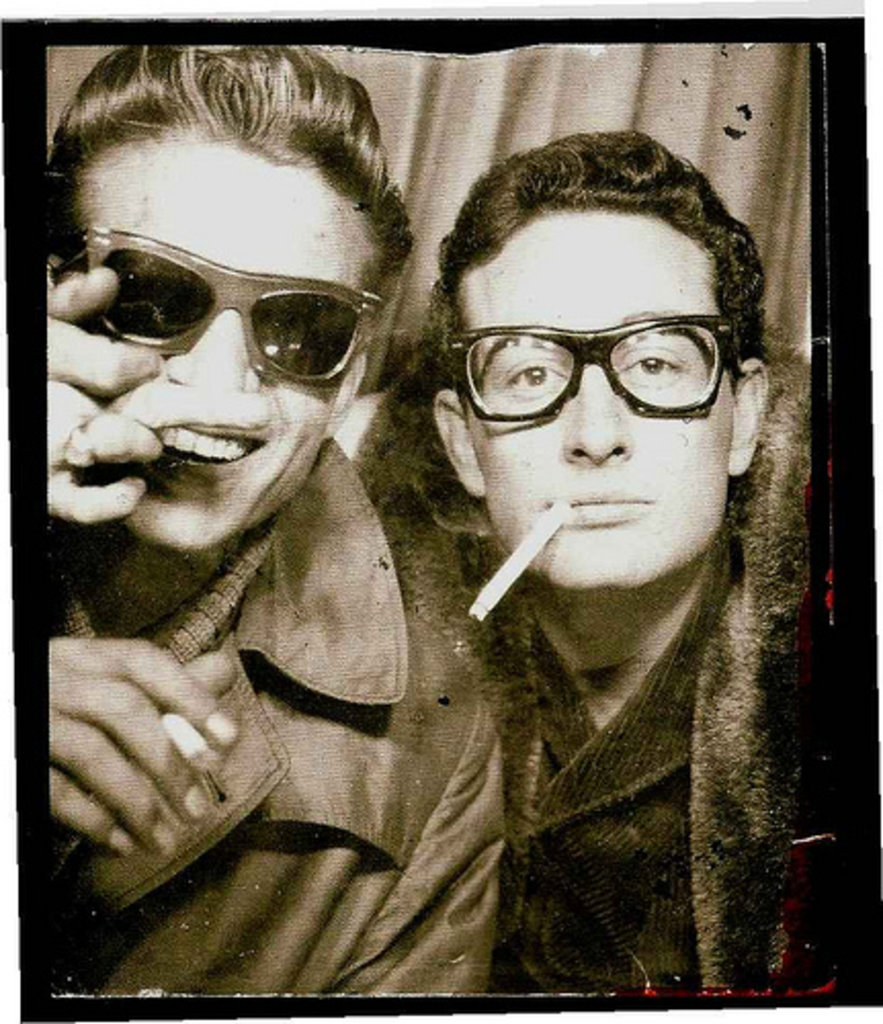
Уэйлон и Бадди Холли, 1959

The Winter Dance Party tour начался в Милуоки, штат Висконсин, 23 января 1959 года. Количество переездов создало множество материально-технических проблем, так как расстояния между городами не учитывались при планировании выступлений. Отдельной, и как потом окажется, роковой, проблемой стали неотапливаемые автобусы, дважды ломавшиеся на дороге в самый мороз. После того, как барабанщик Карл Банч во время одного из таких переездов обморозил пальцы прямо внутри автобуса и был госпитализирован, Бадди Холли решил найти другое средство передвижения.
Перед концертом в зале Surf Ballroom в Клиар-Лейк, штат Айова, Холли забронировал четырёхместный самолет Beechcraft Bonanza в соседнем городке Мейсон-Сити, для себя, Дженнингса, и гитариста Томми Оллсапа, чтобы избежать длинного переезда до следующего пункта в Морхеде, Миннесота. После шоу в Клиар Лейк, которое закончилось около полуночи, Томми Оллсап, подкинув монетку, проиграл свое место в самолете другому члену группы, Риччи Валенсу. А Уэйлон Дженнингс добровольно уступил своё место Джайлзу Ричардсону, который был простужен и жаловался на неудобство автобусных кресел для человека его полной комплекции. Когда Холли узнал, что его друзья отдали места в самолете и поедут на автобусе, между ним и Дженнингсом состоялся шуточный разговор, который будет преследовать Уэйлона всю оставшуюся жизнь.
Бадди Холли пошутил: «Ну, я надеюсь, что ваш старый автобус по дороге замерзнет!» Дженнингс, также в шутку, ответил: «А я надеюсь, что ваш старый самолет грохнется!» Меньше, чем через полтора часа, около часа ночи 3 февраля 1959 (момент, позже ставший известным как «день, когда умерла музыка»), самолет Бадди Холли разбился на кукурузном поле за Мейсон-Сити, Айова. Все находившиеся на борту погибли.
Наутро семья Дженнингса услышала по радио, что Бадди Холли и его группа погибли. Вскоре Уэйлон позвонил домой и Скаю Корбину, чтобы сообщить, что он жив. Организаторы тура, The General Artists Corporation, пообещали Дженнингсу и оставшимся членам команды оплатить билет первым классом на похороны Бадди в обмен на то, что они не будут отменять запланированные концерты. Однако, после первого же шоу, промоутеры отказались платить, уступив лишь давлению со стороны Дженнингса. В оставшееся время Уэйлон занял место вокалиста. В итоге, организаторы заплатили музыкантам меньше половины обещанной суммы и по возвращении в Нью-Йорк Дженнингс положил гитару и усилитель Холли в камеру хранения Центрального вокзала, отправил ключ вдове Бадди, Марии Елене, и вернулся домой в Лаббок.
В течение последующих лет Дженнингс неоднократно признавался, что чувствует вину за гибель Бадди Холли. Это стало одной из причин длительной наркотической зависимости Уэйлона на протяжении большей части его карьеры.
Jole Blon был выпущен в Брансуике в марте 1959 года и пользовался ограниченным успехом. Будучи безработным, Уэйлон вернулся на радио KLLL. Находясь в депрессии после гибели друзей, Дженнингс не мог работать в полную силу и покинул станцию, когда ему отказали в прибавке. После этого он непродолжительное время проработал на конкурирующей радиостанции KDAV.

### Годы в Финиксе и Нашвилл-саунд
Из-за болезни тестя, Дженнингс был вынужден постоянно перемещаться между Аризоной и Техасом. Пока его семья жила в Литтлфилде, он подрабатывал на радио KOYL в Одессе, штат Техас. Затем он смог перевести родителей в Кулидж, Аризона, где жили родственники его жены. Там он устроился выступать в баре Galloping Goose, где его услышал Эрл Перрин с радио KCKY и предложил дополнительную работу на станции. Дженнингс также подрабатывал выступлениями в театрах и барах. После успешного концерта в клубе Cross Keys Club в Финиксе, Аризона, к Уэйлону обратились промоутеры, строившие в это время клуб JD’s для Джимми Д. Мусила. После прослушивания Мусил нанял Дженнингса как основного музыканта и построил программу клуба вокруг его выступлений. Для работы в JD’s Уйэлон сформировал свою группу, The Waylors, с басистом Полом Фостером, гитаристом Джерри Гроппом и барабанщиком Ричи Олбрайтом. В JD’s Уэйлон развил свой музыкальный стиль, который стал определяющим в последующее десятилетие его карьеры.

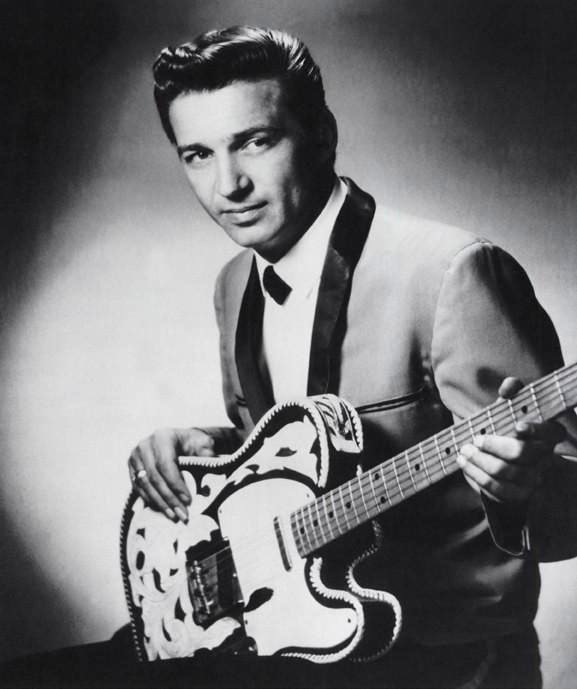
Дженнингс на официальном фото для RCA, 1965

В 1961 году Дженнингс подписал контракт с Trend Records и выпустил относительно успешный сингл Another Blue Day. После этого друг Уэйлона, певец Дон Боумен, отнес демозаписи музыканта в A&M Records. 9 июля 1963 года Дженнингс подписал контракт с A&M, по которому ему полагались 5 % от продаж. С A&M Уэйлон записал вышедшие синглами Love Denied, Rave On, Four Strong Winds и Just to Satisfy You. За ними последовали The Twelfth of Never, Kisses Sweeter Than Wine и кавер Боба Дилана Don’t Think Twice, It’s All Right. Все эти композиции вышли с апреля по октябрь 1964 года.
Записи Дженнингса не имели большого успеха, потому что A&M фокусировались на фолк-музыке, а не кантри. Тем не менее, Four Strong Winds и Just To Satisfy You стали хитами радио Финикса. В этом же году он записывает на лейбле BAT Records альбом JD’s, 500 копий которого были проданы в самом клубе и ещё 500 напечатаны в розничную продажу. Уэйлон также записал соло-гитару в альбоме Пэтси Монтаны 1964 года.
Проезжая через Финикс в Лас-Вегас, певец Бобби Бэйр услышал Just to Satisfy You Дженнингса по автомобильному радиоприемнику, после чего остановился в JD’s посмотреть на Уэйлона вживую. Впечатлённый выступлением, Бейр позвонил в Нашвилл Чету Аткинсу из RCA Records и предложил подписать Дженнингса.
Когда Уэйлон узнал об этом предложении, он задумался, стоит ли ему бросать свои регулярные выступления в JD’s ради нового контракта. Он поделился новостями со своим другом Вилли Нельсоном, уже имевшим контракт с RCA, и тот посоветовал Дженнингсу остаться в Финиксе и отказаться от переезда в Нашвилл.

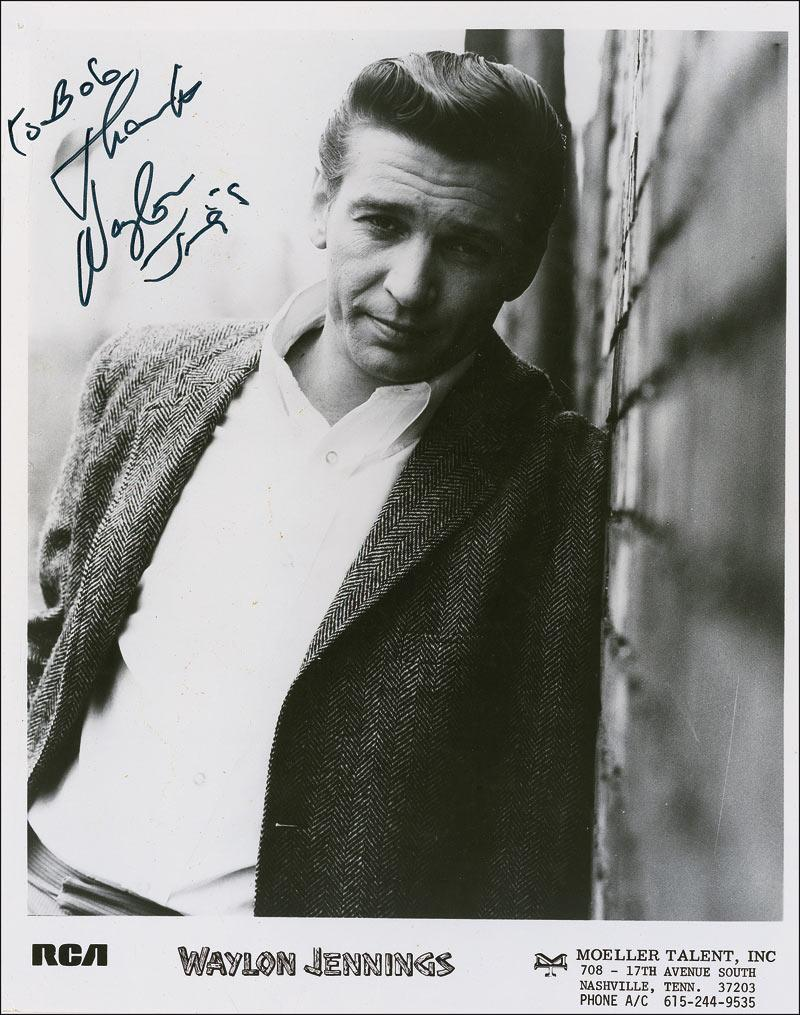
Дженнингс на открытке 1966 года

Тем не менее, Дженнингс решил принять предложение и попросил главу A&M Герба Алперта освободить его от контракта. Алперт согласился, но позже A&M соберет все синглы Дженнингса и невыпущенный материал и под своей маркой оформит его в пластинку Don’t Think Twice. Чет Аткинс подписал Дженнингса на лейбл RCA Victor в 1965 году. 21 августа состоялось первое появление Уэйлона в чарте Billboard’s Hot Country Songs с композицией That’s the Chance I’ll Have to Take.
В 1966 году Дженнингс выпустил свой дебютный альбом на RCA, Folk-Country, за которым сразу последовали Leavin' Town и Nashville Rebel. Выпуску Leavin' Town сопутствовал большой успех, оба первых сингла из альбома, Anita, You’re Dreaming и Time to Burn Again, поднялись до 17 места в кантри чартах, а третий сингл, песня Гордона Лайтфута (That’s What You Get) For Lovin' Me, стала первой записью Дженнингса в Топ-10, поднявшись до 9 места.
Альбом Nashville Rebel — это саундтрек к одноименному фильму, где Дженнингс снялся в главной роли. Сингл Green River оттуда поднялся в чартах до 11 места. В 1969 году выходит альбом Just to Satisfy You, включающий одноименный сингл 1967 года. Дженнингс отмечал, что эта песня является хорошим примером влияния творчества Бадди Холли на его работу.
Тем временем, синглы Уэйлона пользовались популярностью: The Chokin' Kind поднялся до восьмой строчки, Only Daddy That’ll Walk the Line через год достиг второго места. Записанный в 1969 году вместе с The Kimberlys кавер песни MacArthur Park выиграл Грэмми за лучшее исполнение в стиле кантри. Brown Eyed Handsome Man оказался на третьей строчке в конце того же года.
В это время Дженнингс снимал квартиру в Нашвилле на пару с Джонни Кэшем. Они оба пользовались услугами менеджеров из агентства Moeller Talent. Туры, организуемые этим агентством, были крайне непродуктивны и неудобны, артистам приходилось выступать в удаленных точках в смежные даты. После оплаты переездов и проживания, у Дженнингса почти не оставалось денег, что вынуждало его просить авансы у RCA для оплаты следующего концерта. Проведя в туре 300 дней за год, Уэйлон влез в большие долги и стал употреблять амфетамины, чувствуя себя в ловушке.
В 1972 Дженнингс выпускает альбом Ladies Love Outlaws. Одноимённый сингл обрёл невероятную популярность и стал первой композицией в стиле протестного кантри (outlaw-country). Сложность состояла в том, что Дженнингс хотел записываться исключительно с собственной группой, что шло вразрез с существовавшими в индустрии Нашвилла правилами. Эти стандарты сильно ограничивали свободу исполнителей, навязывая им типовые оркестровые аранжировки и отвергая звучание традиционного кантри. Продюсеры также не позволяли Дженнингсу играть на своей собственной гитаре и самому выбирать материал для записей.

### Outlaw Country
В своих интервью Дженнингс жаловался на рамки, принятые в кантри-музыки Нашвилла: «Они не позволят тебе ничего решать самостоятельно. Вам приходится одеваться определённым образом, вам нужно все делать строго определённым образом. Они пытались подавить меня: а я просто делал все по-своему… Меня злит, если кто-то за меня определяет мою музыку». В 1972 году, после выхода Ladies Love Outlaws, его контракт с RCA Records подходит к концу. В это же время музыканта госпитализируют с гепатитом. Страдая от болезни и давления музыкальной индустрии, он подумывает о завершении музыкальной карьеры. Барабанщик Ричи Олбрайт посетил Уэйлона в больнице и убедил продолжать работу. Одновременно, он предложил взять группе нового менеджера, Нила Рекена.
Между тем, в предложении нового контракта, Дженнингс просит 25 000 Долларов аванса от RCA Records на покрытие расходов на свое восстановление. В тот же день, когда Уэйлон встретился с Рекеном, RCA прислали музыканту предложение в 5000 Долларов в качестве аванса за подписание нового контракта в 5 % роялти: то есть на тех же условиях, которые были у Дженнингса в 1965 году. Уэйлон отклонил это предложение и нанял Нила Рекена.
Рекен стал перерабатывать контракты Дженнингса на записи и концертные выступления. На встрече, состоявшейся в аэропорту Нашвилла, Уэйлон представил Рекена Вилли Нельсону, после чего он стал и менеджером Нельсона тоже. Рекен посоветовал Дженнингсу оставить бороду, которую он отрастил в больнице, чтобы больше соответствовать новому протестному образу.

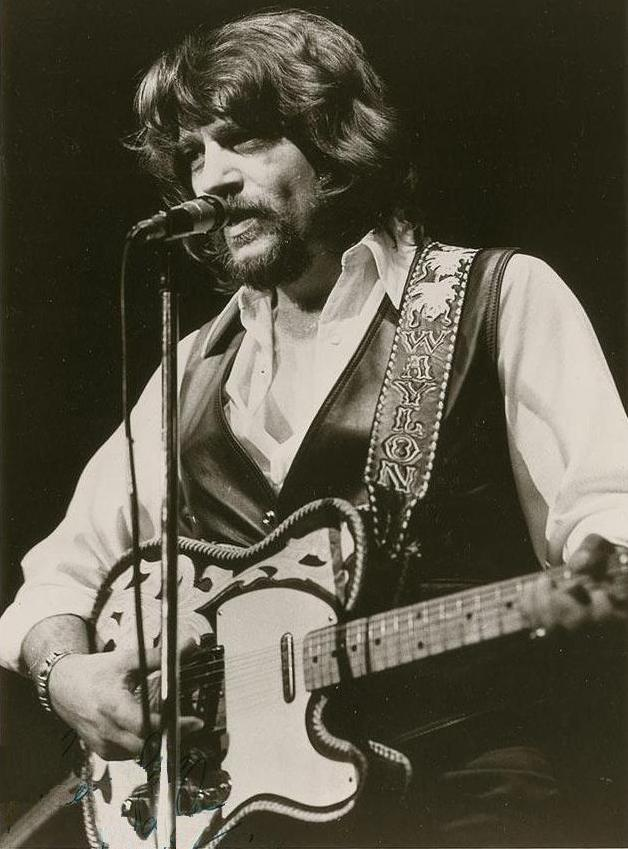
Уэйлон в середине 1970-х

В 1973 году Вилли Нельсон вернулся в музыку, находясь на волне успеха с лейблом Atlantic. Переехав в Остин, штат Техас, он добился роста популярности, привлекая рок-аудиторию. В связи с этим Atlantic пытается заполучить и близкого по духу исполнителя в лице Дженнингса, но рост популярности Нельсона вынуждает RCA пересмотреть предложение Уэйлону, чтобы не потерять ещё одну потенциальную звезду. Новый контракт Дженнингса предполагает аванс 75,000 Долларов и право самому продюсировать свои записи.
В 1973 году Дженнингс выпустил Lonesome, On’ry and Mean и Honky Tonk Heroes: первые альбомы, звучание которых определял он сам. Выход этих пластинок ознаменовал важный, поворотный момент для Дженнингса, положив начало самому творчески и коммерчески успешному периоду его карьеры. Популярность была поддержана следующими релизами 1974 года, This Time и The Ramblin' Man. Титульные композиции из обоих альбомов возглавили кантри-чарты, а написанная Дженнингсом This Time стала его первым синглом на вершине хит-парада.
Следующий альбом, Dreaming My Dreams, вышедший в 1975 году, включает ещё один сингл на первой позиции чартов, Are You Sure Hank Done It This Way, а также становится первым альбомом Дженнингса, сертифицированным RIAA как «золотой». Он также стал первым в серии из шести последовательно выпущенных альбомов, ставших золотыми или платиновыми.
В 1976 году вышел Are You Ready for the Country. Дженнингс хотел записать его в Лос-Анджелесе с продюсером Кеном Мэнсфилдом, но RCA отказали в этом. Тогда Дженнингс и The Waylors отправились в Лос-Анджелес и записали пластинку с Мэнсфилдом за свой счет. Через месяц Дженнингс показал мастер-копию работавшему на RCA Чету Аткинсу, который решил выпустить альбом. Are You Ready for the Country трижды за год оказывался на верхней строчке кантри-чартов, проведя там в общей сложности 10 недель. Кроме того, журналом Record World он был назван альбомом года в жанре кантри и достиг «золотого» статуса по данным RIAA.
В 1976 году Дженнингс выпустил Wanted! The Outlaws, записанный с Вилли Нельсоном, Томпаллом Глейзером и Джесси Колтер на лейбле RCA. Альбом стал первым платиновым в истории кантри музыки. В следующем году вышел Ol' Waylon, включающий одну из самых известных композиций Уэйлона: дуэт с Вилли Нельсоном Luckenbach, Texas. В 1978 году был выпущена синглом ещё одна знаковая композиция, Mammas Don’t Let Your Babies Grow Up to Be Cowboys из альбома Waylon and Willie. В том же году, на пике славы, Дженнингс почувствовал ограниченность протестного кантри. Он описывает это в песне Don’t You Think This Outlaw Bit Has Done Got Out of Hand?, утверждая, что движение исчерпало себя. В 1979 году он выпустил сборник Greatest Hits, который в тот же год получил золотой статус, а к 2002 году стал пять раз платиновым.
В 1979 году Дженнингс принял участие в съёмках сериала канала CBS The Dukes of Hazzard в качестве исполнителя музыки и рассказчика. Единственный эпизод, в котором Уэйлон появляется в кадре — «Добро пожаловать, Вэйлон Дженнингс» в седьмом сезоне, Дженнингс сыграл самого себя. Он также написал и исполнил для сериала песню Good Ol' Boys, ставшую самым большим хитом в его карьере. Выпущенная синглом для рекламы сериала, она стала двенадцатой композицией Уэйлона на вершине чартов. Она также поднялась до 21 места в кросс-жанровом рейтинге Billboard Hot 100.

### Поздние годы
В середине 1980-х Джонни Кэш, Крис Кристофферсон, Вилли Нельсон и Дженнингс сформировали супер-группу The Highwaymen. Кроме его работы с The Highwaymen, Уэйлон с Вилли Нельсоном выпустил альбом WWII (1982), ставший золотым.
В 1985 Дженнингс присоединился к проекту USA for Africa, чтобы поучаствовать в записи композиции We Are the World, но покинул студию из-за того, что ему предлагалось спеть свою часть на суахили. После того, как Дженнингс покинул сессию, эта идея была отвергнута и Стиви Уандером, который указал, что эфиопы (в помощь которым был создан проект) не говорят на суахили. После этого Дженнингс вернулся и записался в хоровой части.
К этому времени продажи его альбомов упали. После выпуска Sweet Mother Texas, Дженнингс подписался с Music Corporation of America. Его дебютный диск на этом лейбле, Will the Wolf Survive (1985), поднялся до первого места в американских кантри-чартах. Однако поддержать успех не удалось, и в 1990 году музыкант переходит на Epic Records. Первый же выпуск на этом лейбле, The Eagle, стал последним для Дженнингса, попавшим в топ-10. В конце 80-х — начале 90-х современники Дженнингса, включая Фэрона Янга, Мерла Хаггарда и Джорджа Джонса, постепенно вытеснялись с радио новым поколением музыкантов, таких как Алан Джексон и Риба Макинтайр.
В 1985 году Уэйлон выступил в роли камео в детской передаче Улица Сезам. Он сыграл водителя грузовика с индюшачей фермы, который подвозит Большую Птицу. Он также исполнил для программы песню Ain’t No Road Too Long. В 1993 году, в сотрудничестве с Rincom Children’s Entertainment, Дженнингс записал альбом детских песен Cowboys, Sisters, Rascals & Dirt, в который вошла композиция Shooter’s Theme: трибьют его 14-летнему сыну.
Хотя в 90-е продажи альбомов продолжали падать, Уэйлон Дженнингс по-прежнему собирал большие аудитории на концертах. В 1997 году, после выступления на Lollapalooza, он сократил гастрольный график и сосредоточился на своей семье.
В 1998 Дженнингс объединился с Бобби Бэйром, Джерри Ридом и Мэлом Тиллисом в супер группу Old Dogs. Они записали двойной альбом на тексты Шела Сильверстайна.
В середине 1999 года Уэйлон собрал группу, которую он называл «командой мечты», Waylon & The Waymore Blues Band. Численностью 13 человек, она состояла прежде всего из членов бывшей The Waylors, и выступала с концертами с 1999 до 2001 года. В январе 2000 года Дженнингс и The Waymore Blues Band сделали в Нашвилле запись, ставшую заключительным прижизненным альбомом музыканта: Never Say Die: Live.

## Личная жизнь
Уэйлон Дженнингс был женат четыре раза. Его первой супругой в 1958 году стала Максин Кэролл Лоуренс. В браке родилось четверо детей: Терри Вэнс (род. 21 января 1957), Джули Рэй (род. 12 августа 1958), Бадди Дин (род. 21 марта 1960), и Диана Дженнингс. Второй раз Дженнингс женился 10 декабря 1962 на Линн Джонс, усыновив её сына, Томи Линна. Они развелись в 1967 году. Третий раз он женился на Барбаре Руд.
Четвёртый, и последний, раз Дженнингс женился 26 октября 1969 года в Финиксе, штат Аризона, на кантри-певице Джесси Колтер. В интервью, которое Дженнингс дал журналисту Rolling Stone Чету Флиппо в 1973 году, он признался: «Когда я познакомился с Джесси, я определённо находился на самом дне. Я весил 63 килограмма и стоял на пути саморазрушения. Мне мешала жалость к себе, я пребывал в длительной депрессии, усугубленной алкоголем и таблетками. Джесс — это лучшее, что случалось со мной».
19 мая 1979 года у них родился сын, Уэйлон Олбрайт «Шутер» Дженнингс. Кроме того, у Джесси была дочь от предыдущего брака Дженнифер. В начале восьмидесятых, Колтер и Дженнингс чуть не развелись из-за его пристрастия к наркотикам, однако, в итоге оставались вместе до самой смерти Уэйлона в 2002 году. Чтобы показать своему сыну важность образования, Дженнингс в возрасте 52 лет получил сертификат GED (General Educational Development).
В 1997 году Уэйлон на два года прекратил гастрольную деятельность, чтобы проводить больше времени со своей семьей на фоне ухудшающегося здоровья.

### Наркотическая зависимость
Уэйлон Дженнингс начал употреблять амфетамины в середине 1960-х годов, когда они с Джонни Кэшем снимали на двоих жильё. Позже Дженнингс вспоминал, что «таблетки были той энергией, которая поддерживала жизнь в Нашвилле изо дня в день».
В 1977 году Уэйлон был арестован федеральными агентами по обвинению в хранении кокаина с целью продажи: курьер сообщил в службу по борьбе с наркотиками, что перевёз для Дженнингса пакет с 27 граммами кокаина от коллеги из Нью-Йорка. Полиция провела обыски в студии, где записывался Дженнингс, но не нашла никаких доказательств: пока сотрудники наркоконтроля предъявляли ордер на обыск, один из музыкантов смыл кокаин в канализацию. Позже обвинения сняли и Дженнингс был выпущен. Этот эпизод был в дальнейшем изложен в песне Don’t You Think This Outlaw Bit’s Done Got Outta Hand?
В начале восьмидесятых кокаиновая зависимость музыканта усилилась. Дженнингс утверждал, что тратил на наркотики 1500 долларов в день, что полностью истощило его финансы и оставило банкротом с долгом в 2,5 млн долларов. Хотя Уэйлон организовал дополнительные туры, чтобы собрать средства на погашение долгов, его концерты стали хуже, а сам музыкант не мог концентрироваться на работе с прежней отдачей.
В результате Дженнингс решился бросить свои пагубные привычки, арендовал дом недалеко от Финикса, потратил месяц на детоксикацию и в 1984 году окончательно бросил наркотики. По признанию Уэйлона, главным источником мотивации в этом процессе стал его пятилетний сын.

### Болезнь и смерть
Здоровье Дженнингса было подорвано за много лет до его смерти. Несмотря на отказ от кокаина, до 1988 года он выкуривал по шесть пачек сигарет в день. В том же году он перенёс операцию по аортокоронарному шунтированию. К 2000 году состояние музыканта ухудшилось в связи с прогрессирующим диабетом, а боли затрудняли подвижность, вынуждая к отказу от концертной деятельности и путешествий. В конце того же года Уэйлон перенёс операцию по восстановлению кровообращения в ногах. Несмотря на это, в декабре 2001 года, в госпитале Финикса, ему ампутировали левую ногу. 13 февраля 2002 года Уэйлон Дженнингс умер во сне от осложнений диабета в городе Чандлер, штат Аризона. Он был похоронен на городском кладбище в Меса, штат Аризона.
На траурной церемонии, состоявшейся 15 февраля, Джесси Колтер спела для собравшихся близких друзей и коллег-музыкантов Storms Never Last.

## Техника игры
Дженнингс известен сильным и мягким баритоном, а с 70-х также грубоватой манерой исполнения, характерной для outlaw country. Он также добился легко узнаваемого гитарного звучания. Сформировав свою технику игры, он использовал большой и указательный пальцы для ритм-партий, переходя на одновременную игру медиатором и пальцами во время соло. Уэйлон очень активно использовал легато и дабл-стопы, а также применял эффекты модуляции: сначала тремоло, затем и фазер.

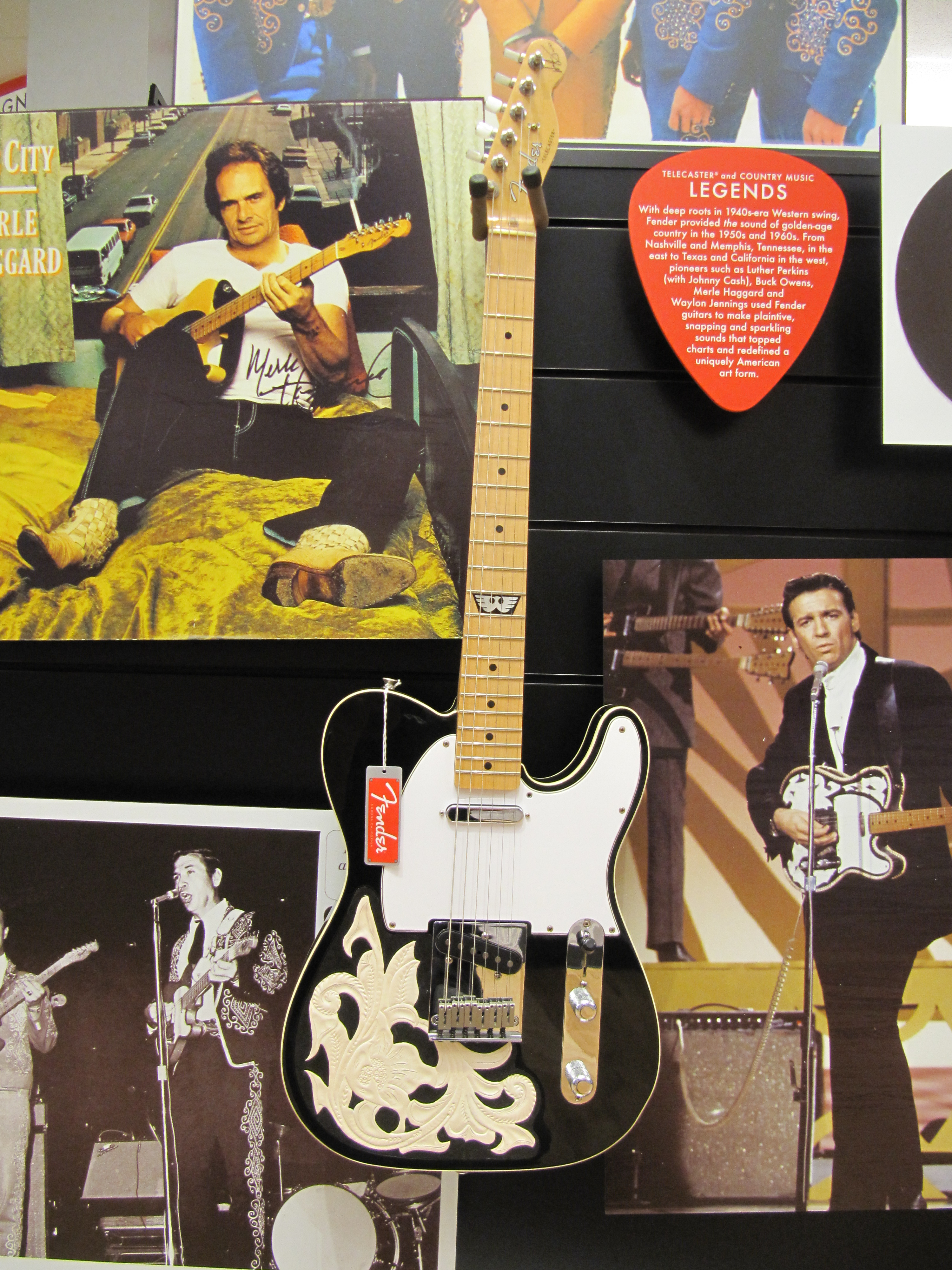
Копия одной из гитар Дженнингса в музее Fender

Основным инструментом Уэйлона Дженнингса был Fender Telecaster, который он получил в подарок от The Waylors. В начале 60-х, когда Уэйлон собрался серьёзно заняться концертной деятельностью, коллеги решили, что ему нужен хороший Telecaster. Они купили подержанный инструмент 1953 года и оформили его специально сделанной кожаной обшивкой с цветочным рисунком. В те годы это было достаточно распространённым решением, защищавшим гитары от повреждений во время транспортировки и игры. Кроме того, музыканты использовали кожаное покрытие, чтобы выделить свой инструмент: в том числе Элвис Пресли украсил так несколько своих акустических гитар. Оформлением гитар Дженнингса занимался мастер Терри Ланкфорд.
Сам инструмент мало изменился за годы: Уэйлон с самого начала установил на гриф более тонкие лады, чтобы опустить струны и добиться более звенящего звука. В начале 80-х он поменял бридж на новый, с 6 сёдлами, и заменил оригинальные звукосниматели на EMG. Тем не менее, гитара сохранила свой характерный звук.
Кроме того, с середины 70-х Дженнингс использовал Fender Broadcaster 1950 года. Эту гитару в 1993 году он отдаст своему коллеге Регги Янгу.

## Признание
C 1966 по 1995 год 11 альбомов Уэйлона Дженнингса достигли первой строчки чартов. В период между 1965 и 1991 годом у музыканта вышло 95 синглов и 16 из них поднялись до первой строчки. В октябре 2001 года Дженнингс был введён в Зал славы кантри. Уэйлон не присутствовал на церемонии, и вместо него награду получил его сын Бадди Дин Дженнингс.
6 июля 2006 года Уэйлон Дженнингс был введён на аллею славы Rock Walk в Голливуде, Калифорния. 20 июня 2007 года музыкант был посмертно удостоен премии Клиффи Стоуна от Академии кантри музыки как один из отцов-основателей жанра.

## Творческое наследие
Музыка Уэйлона Дженнингса оказала огромное влияние на множество кантри-исполнителей, в том числе Хэнка Уильямса-младшего, The Marshall Tucker Band, Трэвиса Тритта, Стива Ирла, Джейми Джонсона, Джон Андерсона, Хэнка Уильямса III и его собственного сына Шутера Дженнингса.
В 2008 году вышел первый посмертный альбом музыканта, Walyon Forever. Он состоит из песен, записанных Дженнингсом вместе с сыном в середине 90-х. В 2012 году был выпущен Waylon: The Music Inside — сборник из трёх частей, включающий кавер-версии песен Дженнингса, записанные различными исполнителями. В сентябре того же года было объявлено о выходе Goin' Down Rockin': The Last Recordings. Этот альбом содержит 12 композиций, подготовленных Дженнингсом перед самой смертью в 2002 году. Первоначально записи содержали только вокал, акустическую гитару и басовые партии Робби Тернера. Однако семья Уэйлона была против выпуска нового диска, чтобы не строить коммерцию на смерти музыканта. Десять лет спустя Робби Тернер завершил записи, собрав прежних участников The Waylers и добавив дорожки оставшихся инструментов: в таком виде релиз был поддержан сыном и вдовой музыканта.

## Дискография
Дискография музыканта насчитывает 45 студийных и 5 концертных альбомов, 28 сборников, 16 видеоальбомов и 95 синглов.

## Награды
| Год  | Премия | Организация                            |
| ---- | --- | -------------------------------------- |
| 1970 | Премия «Грэмми» за лучшее кантри-исполнение дуэтом или группой с вокалом совместно с The Kimberlys за песню MacArthur Park                                        | Грэмми                                 |
| 1975 | Лучший мужской вокал | Country Music Association              |
| 1976 | Альбом года совместно с Джесси Колтер, Вилли Нельсоном and Томпаллом Глейзером за альбом Wanted! The Outlaws                                                      | Country Music Association              |
| 1976 | Лучший вокальный дуэт совместно с Вилли Нельсоном | Country Music Association              |
| 1976 | Сингл года совместно с Вилли Нельсоном за песню «Good-Hearted Woman»                                                                                              | Country Music Association              |
| 1979 | Премия «Грэмми» за лучшее кантри-исполнение дуэтом или группой с вокалом совместно с Вилли Нельсоном за песню Mammas, Don’t Let Your Babies Grow Up to Be Cowboys | Грэмми                                 |
| 1985 | Сингл года совместно с остальными участниками The Highwaymen за песню Highwayman                                                                                  | Academy of Country Music               |
| 2001 | Принятие в Зал славы кантри | Country Music Association              |
| 2003 | Пятое место среди величайших музыкантов кантри от Country Music Television                                                                                        | CMT’s 40 Greatest Men of Country Music |
| 2006 | Добавление в Hollywood’s RockWall | Hollywood’s RockWall                   |
| 2007 | Премия Клиффи Стоуна за новаторство в кантри музыке | Academy of Country Music               |
| 2007 | Награда за заслуги | Nashville Songwriters' Festival        |